# Overland Telegraph Company
Die Overland Telegraph Company (deutsch „Überlandtelegrafengesellschaft“) war ein in den 1860er-Jahren bestehendes US‑amerikanisches Kabelunternehmen.
Hauptzweck war die Errichtung einer Telegrafenlinie, die das damals bereits bestehende Telegrafennetz im Osten der Vereinigten Staaten von Amerika quer durch den Kontinent mit dem in Kalifornien verbinden sollte. Diese wurde am 24. Oktober 1861 vollendet und ging als First Transcontinental Telegraph (deutsch „Erster transkontinentaler Telegraf“) in die amerikanische Technikgeschichte ein.

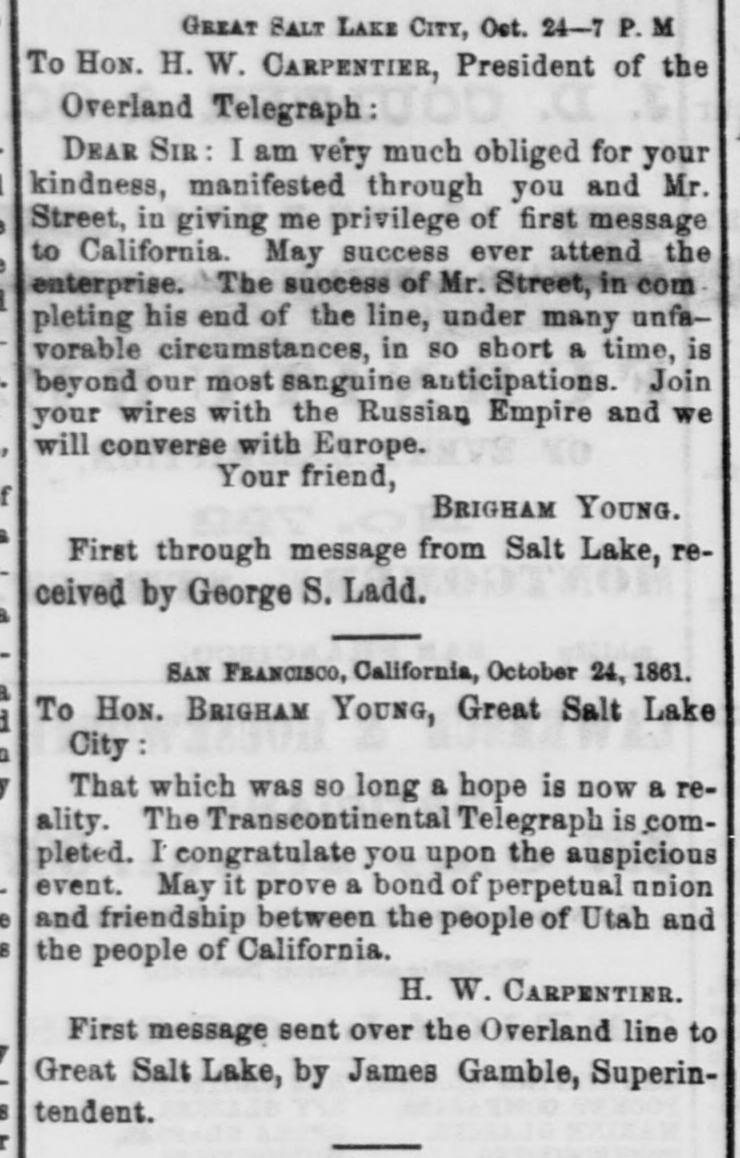
Zeitungsausschnitt mit den ersten Telegrammen, die am 24. Oktober 1861 über die Leitung der Overland Telegraph Company zwischen San Francisco und Salt Lake City ausgetauscht wurden (25. Oktober 1861)

Der Overland Telegraph Company fiel dabei die Aufgabe zu, den Leitungsabschnitt von Fort Churchill in Nevada, von wo aus eine Verbindung zum Leitungsnetz im Westen bestand, weiter nach Osten bis Salt Lake City zu errichten. Dort war der geplante Übergangspunkt zur Weiterleitung nach Julesburg in Colorado, der von der Pacific Telegraph Company gebaut wurde, und von wo aus Anschluss an das Leitungsnetz im Osten bestand.
Im Mai 1867 wurde die Overland Telegraph Company von der Western Union Telegraph Company übernommen.